# Andrzej Malczewski

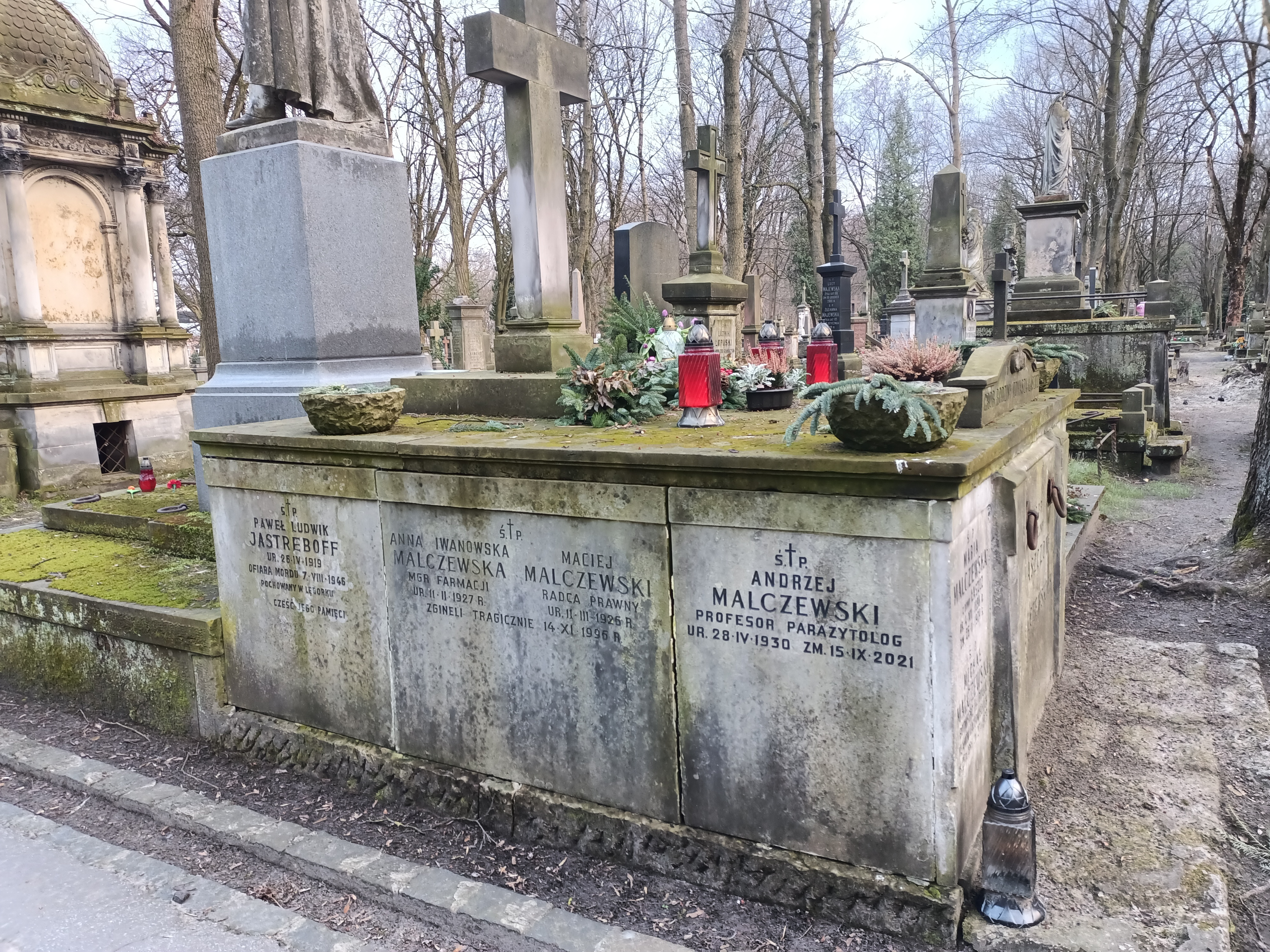
Grób Andrzeja Malczewskiego na Cmentarzu Powązkowskim

Andrzej Malczewski (ur. 1930, zm. 15 września 2021) – profesor nauk weterynaryjnych od 1977, profesor Instytutu Parazytologii Polskiej Akademii Nauk.
Od 1955 absolwent studiów na Wydziale Medycyny Weterynaryjnej Szkole Głównej Gospodarstwa Wiejskiego w Warszawie. Promotor dwóch i recenzent pięciu rozpraw doktorskich.